# معامله منصفانه
معامله منصفانه(به انگلیسی fair dealing) محدودیت و استثناء در مورد حق انحصاری است که توسط قانون حق تکثیر به نویسنده یک اثر خلاق داده شده‌است. معامله عادلانه در بسیاری از حوزه‌های قضایی قانون اتحادیه کشورهای مشترک المنافع یافت می‌شود.
معامله عادلانه مجموعه ای از دفاع‌های احتمالی در برابر اقدام نقض حق انحصاری تکثیر است. برخلاف دکترین مربوط به استفاده منصفانه از ایالات متحده، معامله منصفانه نمی‌تواند در مورد هر عملی که در یکی از این دسته‌ها قرار نمی‌گیرد، اعمال شود، اگرچه دادگاه‌های کامن لا در برخی از حوزه‌های قضایی در این زمینه از سایرین کمتر سختگیرانه هستند. اما در عمل، چنین دادگاه‌هایی ممکن است حکم کنند که اقدامات با ویژگی تجاری، که ممکن است به سادگی در یکی از این دسته‌ها قرار گیرند، در واقع نقض حق تکثیر هستند، زیرا معامله منصفانه به اندازه مفهوم آمریکایی استفاده منصفانه انعطاف‌پذیر نیست.